# Vergogna

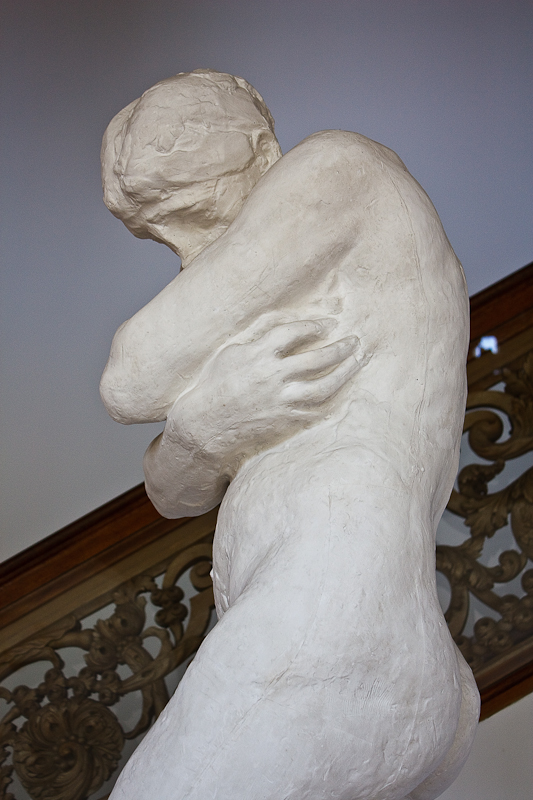
Eva si copre e abbassa il capo in segno di vergogna. (Auguste Rodin, Eva.)

La vergogna è un'emozione che accompagna l'auto-valutazione di un fallimento globale nel rispetto delle regole, scopi o modelli di condotta condivisi con gli altri; da una parte è un'emozione negativa che pone l'intero individuo al cospetto della propria inadeguatezza, dall'altra consiste nel rendersi conto di aver fatto qualcosa per cui possiamo essere considerati dagli altri in maniera totalmente opposta rispetto a quello che avremmo desiderato, e può pertanto avere in alcuni casi un valore adattivo.

## Definizione
La vergogna ha naturalmente una valenza negativa, ma in alcuni casi aiuta a definire i confini delle attività positive. La definizione di vergogna è un'emozione discreta e basilare, descritta come un'emozione morale o sociale che spinge le persone a nascondere o negare i propri errori. L'obiettivo della vergogna riguarda il sé o l'individuo; è forse l'unica emozione disfunzionale per l'individuo e funzionale a livello di gruppo. La vergogna può anche essere descritta come una spiacevole emozione autocosciente che implica una valutazione negativa del sé. La vergogna può essere un'emozione dolorosa che è vista come un "... paragone dell'azione del sé con gli standard del sé ..." ma può anche derivare dal confronto tra lo stato dell'essere del sé con lo standard dei contesti sociali ideali. 
Alcune scale misurano la vergogna per valutare gli stati emotivi, mentre altre scale di vergogna sono usate per valutare i tratti emotivi o le disposizioni - inclinazione alla vergogna. "Vergognarsi" significa in genere assegnare o comunicare attivamente uno stato di vergogna a un'altra persona. I comportamenti progettati per "scoprire" o "esporre" gli altri sono a volte usati per mettere la vergogna sull'altra persona. Avere vergogna significa anche mantenere un senso di moderazione verso gli altri (come con la modestia, l'umiltà e la deferenza).
In contrasto con la vergogna è il non avere vergogna, ovvero comportarsi senza il ritegno di offendere gli altri, simile ad altre emozioni come orgoglio o arroganza.

## Differenza con l'imbarazzo
A differenza dell'imbarazzo, che si sperimenta esclusivamente in presenza degli altri, ci si può vergognare da soli e per lungo tempo; inoltre, mentre l'imbarazzo sorge per l'infrazione di regole sociali che possono anche non essere condivise, la vergogna è il segnale della rottura di regole di condotta alle quali personalmente in parte si aderisce.

## Differenza con il pudore
La caratterizzazione negativa della vergogna è frutto della nozione di colpa. "Nel mondo dei greci, la grazia appartiene all’amore le cui componenti, passione e pudore, sono tenute dalle briglia dell’auriga", esprimendo cioè "una filosofia dell’amore. Pudore e virtù s’intrecciano con la bellezza che trasfigura in un alone di grazia".

## Differenza con la colpa
I confini tra i concetti di vergogna, senso di colpa e imbarazzo non sono facilmente delineati e variano di tempo in tempo di cultura in cultura. Secondo l'antropologa Ruth Benedict, la vergogna è una violazione dei valori culturali o sociali mentre i sensi di colpa derivano dalle violazioni dei propri valori interni anche essi comunque legati alla cultura di appartenenza. Quindi sorge la vergogna quando i "difetti" di una persona sono esposti agli altri e derivano dalla valutazione negativa (reale o immaginaria) degli altri; la colpa, d'altra parte, deriva dalla propria valutazione negativa di se stessi, ad esempio, quando si agisce in contrasto con i propri valori o l'idea di se stessi. Quindi, potrebbe essere possibile vergognarsi di pensieri o comportamenti che nessun altro sa veramente [dal momento che si teme di essere scoperti] e, al contrario, di sentirsi in colpa per le azioni che ottengono l'approvazione degli altri.
Mentre il senso di colpa viene solitamente considerato un'esperienza interiore, caratterizzata dal nostro "sentire" la voce della coscienza, la vergogna viene messa in relazione più spesso con la sensazione di un biasimo sociale, esteriore, e con l'orrore dell'essere stati visti.
La psicoanalista Helen B. Lewis sostenne che "L'esperienza della vergogna riguarda direttamente il sé, che è il fulcro della valutazione: nella colpa, il sé non è l'oggetto centrale della valutazione negativa, ma piuttosto la cosa fatta è il punto focale". Allo stesso modo, Fossum e Mason dicono nel loro libro Facing Shame che "Mentre il senso di colpa è un doloroso sentimento di rimpianto e responsabilità per le proprie azioni, la vergogna è un sentimento doloroso di se stessi come persona."
Seguendo questa linea di ragionamento, la psichiatra Judith Lewis Herman conclude che "La vergogna è uno stato di autocoscienza in cui il sé è 'diviso', immaginando il sé negli occhi dell'altro; al contrario, nella colpa il sé è unificato. "
La visione della vergogna dello psicologo clinico Gershen Kaufman è derivata da quella della teoria degli affetti, e cioè che la vergogna è una delle reazioni fisiologiche istintuali e di breve durata alla stimolazione. In questa prospettiva, la colpa è considerata un comportamento appreso consistente essenzialmente in colpa o disprezzo auto-diretto, con la vergogna che si verifica in seguito a quei comportamenti che costituiscono una parte dell'esperienza complessiva della colpa. Qui, auto-colpa e auto-disprezzo significano l'applicazione, verso (una parte di) sé stessi, esattamente della stessa dinamica che la colpa e il disprezzo per gli altri rappresentano quando viene applicata interpersonalmente.
Kaufman ha visto che meccanismi come la colpa o il disprezzo possono essere usati come strategia di difesa contro l'esperienza della vergogna e che qualcuno che ha un modello per applicarli a se stesso può benissimo tentare di difendersi da un'esperienza vergognosa applicando l'auto-colpa o l'auto- disprezzo. Ciò, tuttavia, può portare a una sequenza internalizzata e auto-rinforzante di eventi di vergogna per cui Kaufman ha coniato il termine "spirale della vergogna". La vergogna può anche essere usata come strategia per provare sensi di colpa, in particolare quando c'è la speranza di evitare la punizione ispirando la pietà.
Una visione della differenza tra vergogna e imbarazzo sostiene che la vergogna non implica necessariamente l'umiliazione pubblica, mentre l'imbarazzo lo fa; cioè, si può provare vergogna per un atto noto solo a se stessi ma per essere imbarazzati le proprie azioni devono essere rivelate agli altri. Nel campo dell'etica (psicologia morale, in particolare), tuttavia, si discute se la vergogna sia o meno un'emotività eteronoma, cioè se la vergogna implichi o meno il riconoscimento da parte della vergogna di essere stati giudicati negativamente da altri.
Un'altra visione della linea divisoria tra vergogna e imbarazzo sostiene che la differenza è di intensità. In questa prospettiva, l'imbarazzo è semplicemente un'esperienza di vergogna meno intensa. È adattivo e funzionale. La vergogna estrema o "tossica" è un'esperienza molto più intensa e non funzionale. In effetti, su questa visione la vergogna tossica può essere debilitante. La linea di divisione è quindi tra vergogna funzionale e disfunzionale. Ciò include l'idea che la vergogna abbia una funzione o un vantaggio per l'organismo.
Immanuel Kant e i suoi seguaci sostenevano che la vergogna è eteronoma (viene dagli altri); Bernard Williams e altri hanno sostenuto che la vergogna può essere autonoma (proviene da se stessi). La vergogna può portare la connotazione di una risposta a qualcosa che è moralmente sbagliato mentre l'imbarazzo è la risposta a qualcosa che è moralmente neutrale ma socialmente inaccettabile. Un'altra visione della vergogna e del senso di colpa è che la vergogna ha un focus su sé stessi, mentre la colpa ha un focus sul comportamento. In poche parole: una persona che si sente in colpa sta dicendo "Ho fatto qualcosa di male", mentre qualcuno che prova vergogna sta dicendo "Io sono sbagliato". 

## Vergogna e narcisismo
È stato suggerito che il narcisismo negli adulti sia correlato alle difese contro la vergogna e che in particolare il disturbo narcisistico della personalità (NPD) sia collegato alla vergogna. 
Secondo lo psichiatra Glen Gabbard, il narcisismo può essere suddiviso in due sottotipi, un sottotipo "inconsapevole" grandioso e arrogante, e un sottotipo "ipervigilante" facilmente feribile, ipersensibile, vergognoso. Il sottotipo inconsapevole presenta per l'ammirazione, l'invidia e l'apprezzamento un sé grandioso che è l'antitesi di un sé interiorizzato debole, che si nasconde nella vergogna;  il sottotipo ipervigilante neutralizza la svalutazione vedendo gli altri come abusanti ingiusti. Il narcisista ipervigilante quindi si sente vittima degli altri, per i quali prova risentimento.

## Aspetti sociali

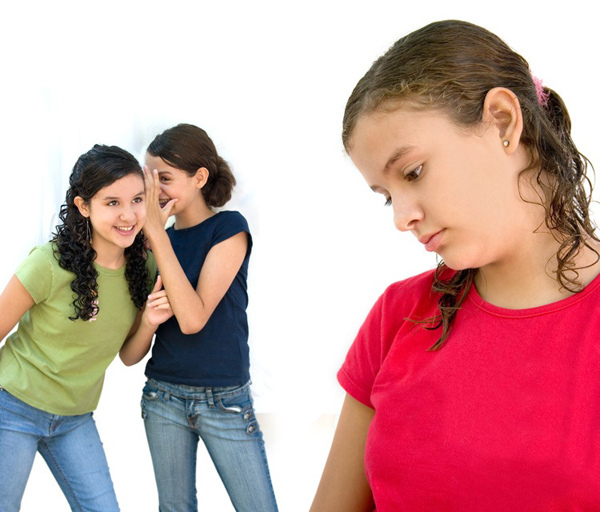
Una ragazza si vergogna perché due altre ragazze le parlano alle spalle.

Secondo l'antropologa Ruth Benedict, le culture possono essere classificate dall'enfasi sull'uso della vergogna o della colpa per regolare le attività sociali degli individui. Ad esempio, secondo Benedict, mentre quella americana è una "società della colpa", quella giapponese è una "società della vergogna".
La vergogna può essere usata da quelle persone che commettono un'aggressione relazionale e possono verificarsi sul posto di lavoro come una forma di controllo sociale o aggressività manifesta. La vergogna è usata in alcune società come un tipo di punizione, di rifiuto o di ostracismo. In questo senso, "il vero scopo della vergogna non è di punire i crimini ma di creare il tipo di persone che non li commettano".

### Campagna della vergogna
Una campagna della vergogna è una tattica in cui individui particolari vengono individuati a causa del loro comportamento o dei loro sospetti crimini, spesso contrassegnandoli pubblicamente, come Hester Prynne ne La lettera scarlatta di Nathaniel Hawthorne. Nelle Filippine, Alfredo Lim ha reso popolare tali tattiche durante il suo mandato come sindaco di Manila. Il 1 ° luglio 1997, iniziò una controversa campagna di "vergogna della vernice spray" nel tentativo di fermare l'uso di droghe. Lui e il suo team hanno spruzzato una vernice rosso vivo su duecento case di squatter i cui residenti erano stati accusati, ma non ancora condannati, di vendere sostanze proibite. Funzionari di altri comuni hanno seguito l'esempio. L'ex senatore René A. Saguisag ha condannato la politica di Lim.
L'umiliazione pubblica, storicamente espressa dal confinamento alla gogna e da altre punizioni pubbliche, può verificarsi oggi nei social media attraverso fenomeni virali.